# 環島1號線

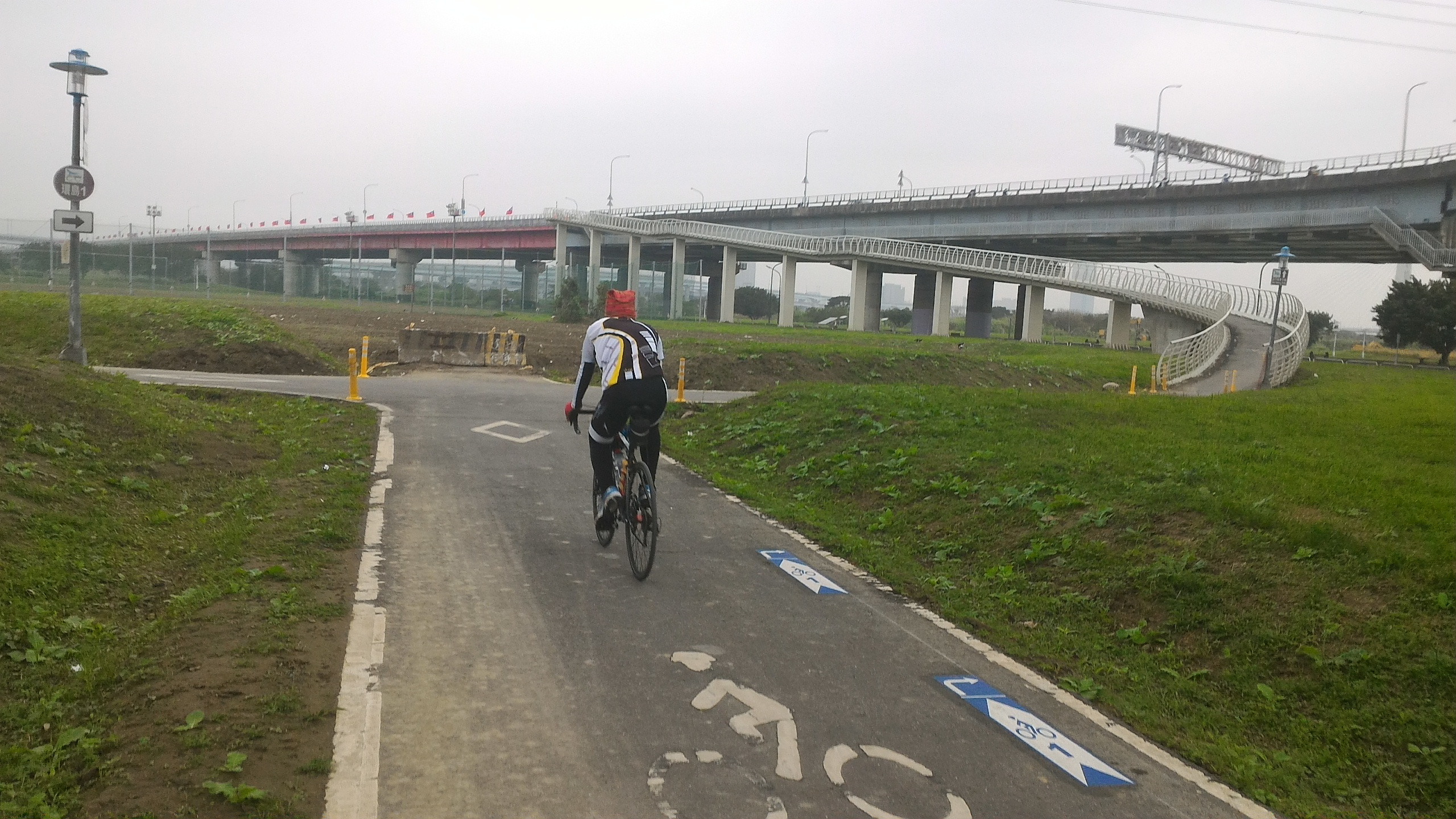
淡水河右岸上華江橋通往大漢溪右岸，地上、燈柱、橋頭皆有「環島1號線」標示。

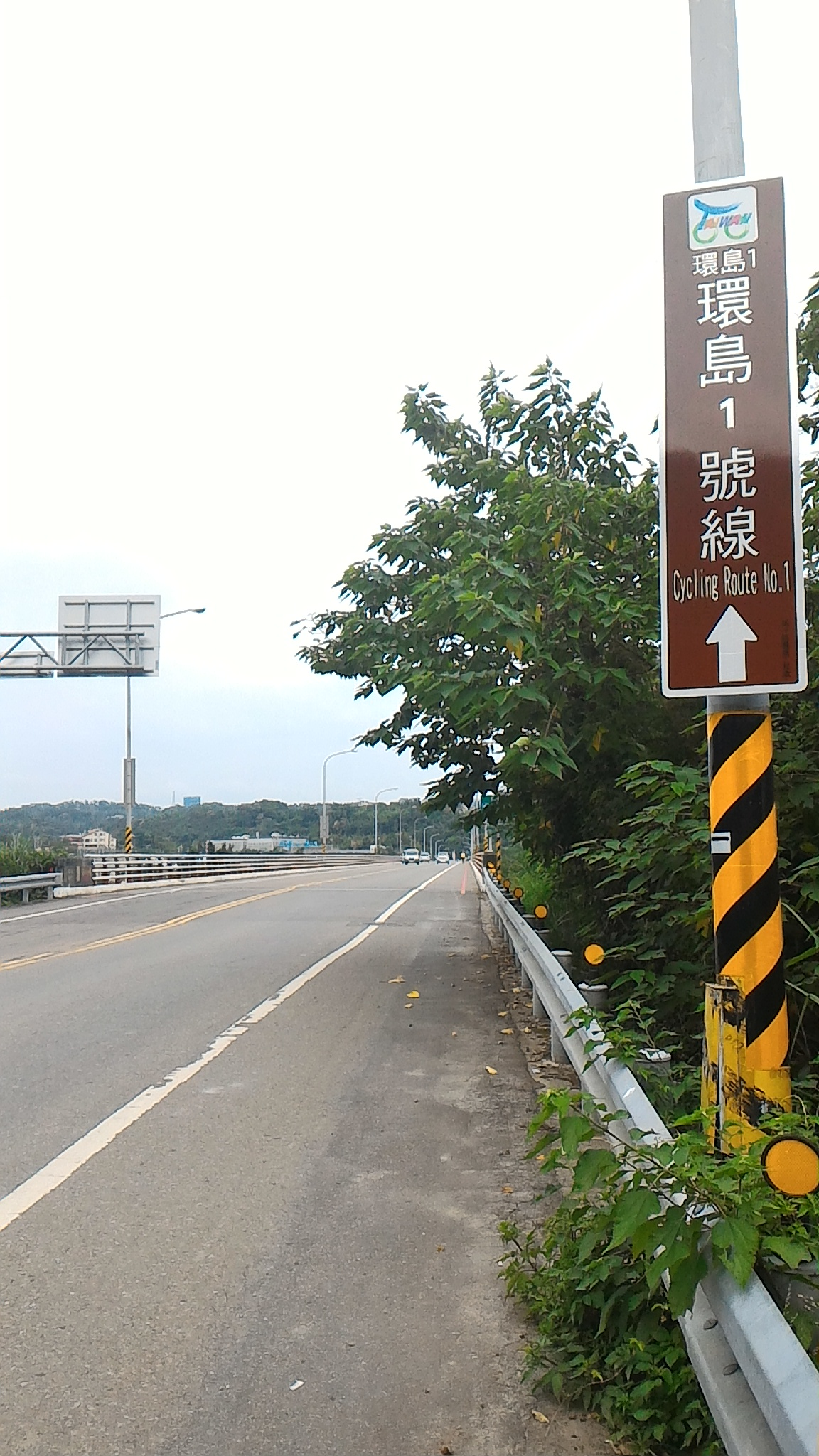
桃園大溪往龍潭溪洲大橋前的標誌。

環島1號線是臺灣主要及政府規劃的環島自行車道路線，於2015年12月30日通車，可順時針或逆時針騎行，以省道台1線及台9線為主軸，全長939.5公里（不包含鐵路接駁），且另規劃25條特別支線，串連南投日月潭等知名景點。沿線每隔約20公里設設有補給站，且串聯全島鐵馬驛站、遊客中心、公共廁所與知名景點，並比照機動車輛道路標準規劃置有專用指示標誌及標線。
鐵馬環島運動風行台灣多年，交通部運輸研究所從而規劃主線與副線，並建置官方網站及應用程式APP－「環騎圓夢」，由於此路線規劃屬於俗稱的「小環島」（指未經島嶼北端富貴角、南端鵝鑾鼻及海岸山脈東側海線），且加上台鐵單車服務－「兩鐵列車」兩段接駁，建議及估計主線環島一圈可於5－9日内完成，而另外25條特別支線則構成「大環島」路線，長約1200公里以上。

## 目前路線情況
- 許多公路路段，內線／左線的紅燈停等線處並無畫設「機慢車停等區」（受內線禁行機車之影響），欲右轉車輛可能導致停等外線／右線之自行車有一定危險及安全疑慮。
- 許多公路路段（如台3線、台5線等）、多數橋梁及隧道段，以及市民大道七段及八段（松山－南港），因雙側已無空間，近年並無規劃畫設自行車道，得須與一般車輛、高速車輛共行。
- 原蘇花公路（更名台9丁線）因地形而路廊狹窄僅為二車道，得須與大型車輛、高速車輛共行。而車道靠山側旁即為無蓋雨水溝，騎士距離大卡車車輪僅僅數公分。
- 新蘇花改公路（更名台9線）同為二車道，近年並無規劃慢車道，不得通行機慢車、自行車，且尚未全線通車，得須與砂石車、貨櫃車、遊覽車同於原公路共行而形成爭議。
- 新南迴改公路（達仁－草埔）同為二車道，情況同上[9]，因而得騎行爬高至環島路線最高點－壽峠，海拔高達460公尺，體力負荷極大。[10]

## 路線規劃
*順時針或者逆時針皆可騎行

*鐵路接駁段也可選公路騎行
- 基隆-新北-台北-新北-桃園-竹北：台5+基隆河自行車道汐止段+市民大道+南京東路＋南京西路+淡水河右岸自行車道+大漢溪右岸自行車道+台3+鄉縣道
- 竹北-新竹-苗栗-台中：台1+台61+台1
- 台中-彰化-雲林-嘉義-台南：台1+台1丙+台19+台1
- 台南(南科)-高雄-屏東林邊：西拉雅+山海圳綠道+台17+台28+台1+台17
- 屏東林邊-台東車站：鐵路接駁或公路（台9+台9戊）
- 台東車站-花蓮玉里：台9
- 花蓮玉里-瑞穗：縣193
- 瑞穗-壽豐：台9
- 壽豐-吉安：台11丙
- 吉安-新城：兩潭自行車道(鯉魚潭至七星潭)+台9
- 新城-蘇澳新站：鐵路接駁或公路（台9+台9丁）
- 蘇澳新站-冬山-五結：台9+冬山河自行車道
- 五結-頭城-外澳-石城-福隆：台2+外澳自行車道+台2+舊草嶺自行車道
- 福隆-基隆暖暖：台2+台2丙

## 支線
- 環1-1 北臺濱海環線[13]
- 環1-2 內山環線[13]
- 環1-3 南投環線[13]
- 環1-4 中臺濱海支線[13]
- 環1-5 南臺濱海支線[13]
- 環1-6 東海岸環線[13]
- 環1-7 蘭陽平原環線[13]
- 環1-8 大鵬灣環線[13]
- 環1-9 車城環線[13]
- 環1-10 臺東車站支線[13]
- 環1-11 花蓮車站支線[13]
- 環1-12 溪南環線[13]
- 環1-13 關渡碧潭支線[13]
- 環1-14 花蓮193環線[13]
- 環1-15 兩潭環線[13]
- 環1-16 故宮南院支線[13]
- 環1-17 山海圳支線[13]
- 環1-18 高屏沿山環線[13]
- 環1-19 恆春環線[13]
- 環1-20 墾丁環線[13]
- 環1-21 屏東山海支線[13]
- 環1-22 海科館支線[13]
- 環1-23 高雄潮州支線[13]
- 環1-24 古坑梅山支線[13]
- 環1-25 中彰投環線[13]

## 外部連結
- 運研所環騎圓夢網站－簡介版路線圖 （页面存档备份，存于）
- 臺灣自行車旅遊協會－詳細版路線圖
- OpenStreetMap上有關環島1號線的地理
- OpenStreetMap上有關環島1號線南投環線的地理